# Mukolipidoza I
Mukolipidoza I (sialidoza typu 1) – rzadka choroba genetyczna, dziedziczona autosomalnie recesywnie, powodowana przez niedobór neuraminidazy A.
Objawy kliniczne:
- uogólnione napady padaczkowe toniczno-kloniczne
- drżenie zamiarowe
- upośledzenie poznawcze
- spastyczność
- ataksja
- bolesna neuropatia
- w badaniu dna oka obecność czerwonej plamy wiśniowej[1]